# Empidonax fulvifrons
El  mosquero pechicanelo (Empidonax fulvifrons), también conocido como mosquerito canelo, mosquero pecho leonado o papamoscas pecho canela (en México), mosquero pechianteado (en Honduras) o mosqueta de pecho canela, es una especie de ave paseriforme de la familia Tyrannidae, perteneciente al numeroso género Empidonax. Es una pequeña ave insectívora, nativa del sur de América del Norte y oeste de América Central. 

## Distribución y hábitat
Se distribuye de forma disjunta desde el extremo sur de Estados Unidos (donde es muy escasa y rara) hasta el centro de México, en el sureste y sur de México, Guatemala, El Salvador y Honduras. Las poblaciones del extremo sur de Estados Unidos y norte de México migran hacia el sur en los inviernos boreales, y las poblaciones residentes realizan migraciones altitudinales.

Su hábitat se compone de crecimientos abiertos de pinos (Pinus) y/o robles (Quercus) en cañones anchos en las montañas, usualmente con sotobosque abierto con patizales y pequeños árboles, y bosques quemados con parches de pinos vivos. Con frecuencia cerca de crecimientos riparios. En altitudes entre 600 y 3500 m.

## Sistemática

### Descripción original
La especie E. fulvifrons fue descrita por primera vez por el ornitólogo estadounidense Jacob Post Giraud, Jr. en 1841 bajo el nombre científico Muscicapa fulvifrons; su localidad tipo es: «Texas; error; sugerido montañas del noreste de México».

### Etimología
El nombre genérico masculino «Empidonax» se compone de las palabras del griego «empis, empidos» que significa ‘mosquito’, ‘jején’, y «anax, anaktos» que significa ‘señor’; y el nombre de la especie «fulvifrons», se compone de las palabras del latín «fulvus» que significa ‘leonado’, ‘ante’, y «frons» que significa ‘frente’.

### Taxonomía
Algunas de las subespecies a lo largo de México son cuestionables y sería necesaria una completa revisión, principalmente considerando que fulvifrons y brodkorbi son conocidas apenas por un único ejemplar.

### Subespecies
Según las clasificaciones del Congreso Ornitológico Internacional (IOC) y Clements Checklist/eBird se reconocen xxx  subespecies, con su correspondiente distribución geográfica:
- Empidonax fulvifrons pygmaeus Coues, 1865 – anida desde el sureste de Arizona y suroeste de Nuevo México al sur hasta el norte de Sinaloa y al este hasta el sur de Nuevo León. Las aves que anidan en los Estados Unidos migran al sur en los inviernos.
- Empidonax fulvifrons fulvifrons (Giraud, 1841) – Tamaulipas, noreste de México.
- Empidonax fulvifrons rubicundus Cabanis & Heine, 1859 – desde el sur de Chihuahua y Durango hacia el sur hasta Guerrero y hacia el este hasta el oeste de Veracruz.
- Empidonax fulvifrons brodkorbi A.R. Phillips, 1966 – conocido apenas por el holotipo del sur de Oaxaca.
- Empidonax fulvifrons fusciceps Nelson, 1904 – Chiapas y Guatemala.
- Empidonax fulvifrons inexpectatus Griscom, 1932 – sur de Honduras.